# Église Saint-Jean-Baptiste de Sury-près-Léré
Pour les articles homonymes, voir Église Saint-Jean-Baptiste.
L'église Saint-Jean-Baptiste est une église catholique située sur la commune de Sury-près-Léré, dans le département du Cher, en France.

## Historique
L'édifice est classé au titre des monuments historiques par arrêté du 28 février 1992.